# 芒光灯笼鱼
芒光灯笼鱼（学名：Myctophum affinis）为灯笼鱼科灯笼鱼属的鱼类。分布于大西洋、印度洋、太平洋以及南海等海域，属于深海小型鱼类。该物种的模式产地在8°44'N、21°W。